# Еловка (Приморский край)
Ело́вка — село в Анучинском районе Приморского края, входит в состав Анучинского сельского поселения.

## География
Расположено на правом берегу реки Муравейка. Расстояние до Гродеково 10 км, до Ауровки (вниз по реке Муравейка) около 21 км, до районного центра Анучино около 33 км.
Между Гродеково и Еловкой на восток идёт дорога к селу Муравейка, а на юг отходит дорога к селу Партизан Партизанского района и далее до Сергеевки.

## Население
| 1915 | 2001 | 2002 | 2010 |
| ---- | ---- | ---- | ---- |
| 50   | ↗119 | ↗234 | ↘228 |

## Улицы
| - ул. Зелёная, - ул. Ключевая, - ул. Лазо, - ул. Центральная, | - пер. Партизан, - пер. Советский, - пер. Таёжный, - пер. Школьный. |

## Экономика
Жители занимаются сельским хозяйством.